# Transigeons
Pour plus de détails, voir Fiche technique et Distribution.
Transigeons est un moyen métrage français réalisé en 1936 par Hubert Bourlon.

## Synopsis
Un caissier a détourné deux cent mille francs. Il contacte alors un conseiller financier pour l'aider à gérer le pactole en toute sécurité. Ce dernier accepte la mission et met au point un stratagème qui devrait profiter à son client en même temps qu'à lui-même : il contacte l'employeur du caissier, prétend que l'homme lui a dérobé non pas deux cent mille mais quatre cent mille francs, que sa famille s'est saignée aux quatre veines pour le rembourser mais que ces braves gens n'ont réussi à réunir que cent cinquante mille francs...

## Fiche technique
- Réalisation : Hubert Bourlon (Hubert de Rouvres), assisté d'Ingrid
- Scénario et dialogues : Gabriel d'Hervilliez, d'après sa pièce en un acte  « Transigeons », créée au théâtre du Grand-Guignol le 14 février 1935
- Décors : Jean Devaivre
- Photographie : Marcel Lucien
- Cameraman : Raymond Clunie
- Son : Geisler
- Maquillage : Hagop Arakelian
- Directeur de production : Francis Kohn
- Tournage : aux studios François Ier, Rue François-Ier, 75008 Paris
- Pays :  France
- Format :  Noir et blanc - 1,37:1 - 35 mm - Son mono
- Genre : comédie de première partie
- Durée : 34 minutes / Métrage : 935 mètres
- Année de sortie : 1936

## Distribution
- Pierre Finaly
- Henri Crémieux
- René Blancard
- Robert Darthez